# Arnold-Janssen-Gymnasium St. Wendel
Das Arnold-Janssen-Gymnasium (AJG, früher Missionshaus St. Wendel) war eine von der christlichen Ordensgemeinschaft der Steyler Missionare (SVD) im Jahr 1898 gegründete Katholische Privatschule in St. Wendel im Saarland. Der Schulbetrieb endete im Jahr 2020.

## Geschichte
1898 wurde von Arnold Janssen eine Schule in St. Wendel zum Zwecke der berufsgebundenen Ausbildung nicht mehr schulpflichtiger, katholischer, männlicher Jugendlicher zu Ordensbrüdern für die Missionsarbeit gegründet. Dazu hatte er den „Langenfelder Hof“ gekauft, ein ca.  340 ha großes Gelände aus Wald, Wiesen und Feldern. Schule waren die landwirtschaftlichen Betriebsgebäude des „Wendelinushofes“, in die Lehrwerkstätten für die handwerkliche, landwirtschaftliche und technische Ausbildung integriert worden waren.
Für die gymnasiale Ausbildung zum Ordenspriester wurde von 1900 an das Missionshaus und eine Kirche errichtet. 1904 folgte ein Internat. Während das dem Ziel, Missionare heranzubilden, verpflichtete Curriculum zunächst erhebliche Abweichungen von dem entsprechender staatlicher Einrichtungen aufwies, erfolgte mit dem Jahr 1911 eine gänzliche Umstellung des Lehrplanes, indem in Unterrichtsziel und in den Lehraufgaben der einzelnen Klassen und Fächer rückhaltlos der Anschluß an das staatliche humanistische Gymnasium vollzogen wurde. Zugleich ging man dazu über, die Schüler auch die staatliche Reifeprüfung machen zu lassen.
Schon bald nach Ausbruch des Ersten Weltkriegs, in dem insgesamt 160 Schüler des Hauses als Soldaten eingezogen wurden, von denen wiederum 19 ums Leben kamen, wurde der Südflügel den Behörden für Lazarettzwecke zur Verfügung gestellt. In dem St. Wendeler Reservelazarett – eines von insgesamt fünf, die der sich deutschnational gebende Orden eingerichtet hatte – wurden bis Kriegsende 1824 verwundete Soldaten (an zusammen 86200 Pflegetagen) versorgt. Nach dem Waffenstillstand wurden französischen Stellen einquartiert, die im Sommer 1919 wieder abzogen.
Die 1933 an die Macht gekommene nationalsozialistische Regierung sah von Beginn an in den konfessionellen Schulen den geistigen Feind einer Jugenderziehung in ihrem Sinne. „Die Klosterschulen und ähnliche Einrichtungen seien nicht geeignet, nach ihrer geistigen Verfassung ein Ersatz für öffentliche deutsche Schulen zu bilden.“ 1937 ließ der Gauleiter des Gaues Saarpfalz, Josef Bürckel, dem Gymnasium des Missionsklosters „den Charakter einer vom Staat anerkannten Lehranstalt“ entziehen, da es „nach seinen Lehrzielen, seiner Einrichtung und seiner geistigen Verfassung »nicht geeignet« sei, eine wertvolle Ausbildung der Mittelschuljugend zu gewährleisten.“ 1938 verbot das „Reichsministeriums für Wissenschaft, Erziehung und Volksbildung“ Geistlichen über einen Religionsunterricht hinaus jegliche Lehrtätigkeit. Pressekampagnen, Hausdurchsuchungen, Verhöre und Verhaftungen klerikaler Lehrpersonen wurden mit öffentlichen Vorwürfen von „[…]Die Lügenfabrik im St. Wendeler Missionshaus […] mit der Herstellung und Verbreitung von Hetzschriften beschäftigt […] begleitet“.
Die katholische Kirche und das Missionshaus versuchten auf juristischem Weg die Vorwürfe der Staatsfeindschaft zu widerlegen und bemühten sich „dem neuen Staat gegenüber loyal zu sein.“ Bei der Auswahl des Lehrpersonals wurde zugesagt das Gebot der „politischen Zuverlässigkeit“ zu beachten. Nationalsozialistische Schriften und Zeitungen kamen zur Auslage. Für das Weiterbestehen aller Steyler Missionsschulen wurde vom Orden besonders „die Vermittlung kultureller Werte in den deutschen Kolonien“ hingewiesen.
Die Reichsregierung sah dagegen die Missionarsnachwuchssarbeit „zahlreiche wertvolle Kräfte der deutschen Volksgemeinschaft entziehen.“ Adolf Hitlers Erster Sekretär und Reichsleiter Martin Bormann konnte nicht erkennen, „inwieweit diese Missionsorden für den deutschen Kultureinfluß von Bedeutung sind. […] es sei dies ein selbst vorgebrachtes Argument, die Beseitigung der Missionsschulen zu verhindern“.
1939 forderte die NSDAP-Gauleitung Saar-Pfalz von den Kommunalleitungen die „Beseitigung aller klösterlichen und sonstigen bekenntnismäßig geführten Schuleinrichtungen.“ 1940 wurde die Schule geschlossen und 120 Missionsschüler in die St. Wendeler Oberschule überführt. Die Schüler wohnten weiterhin im Missionshaus und wurden dort verpflegt. Bereits ab 1938 hatte das Missionshaus Räume für die deutsche Wehrmacht bereitstellen müssen, die bis zum Beginn des Frankreichfeldzugs im Mai 1940 stationiert blieben.
Im Januar 1941 beschlagnahmte die Geheime Staatspolizei Saarbrücken (Gestapo) das Missionshaus, einschließlich aller Vermögenswerte, wegen „fortgesetzten Verstoßes gegen die Sicherheit des Staates“. Den Ordensangehörigen wurde der Aufenthalt in den Gauen Saar-Pfalz und Moselland untersagt. Sie wurden vorläufig in das Missionshaus St. Augustin bei Bonn gebracht. Die für den „Wendelinushof“ zuständigen Ordensbrüder wurden zur Weiterführung des Betriebs dienstverpflichtet. Das Internat löste sich durch den Weggang der Schüler auf.
Die Öffentlichkeit soll von der Auflösung und Enteignung kaum Notiz genommen haben. In späteren Berichten wird die passive Haltung des Trierer Bischofs Bornewasser zu den Vorgängen in St. Wendel dargestellt.
Ab dem 1. September 1941 bis in den März 1945 war die Schule eine Nationalpolitische Erziehungsanstalt, auch „Napola“ genannt, eine Eliteschule zur Heranbildung des nationalsozialistischen Führernachwuchses. Wie bei der Mehrzahl anderer Napolas, waren mutmaßlich SS-Angehörige die Schulleitung der NPEA St. Wendel.
Am 19. März 1945 besetzten die US-Amerikaner St. Wendel und bezogen bis zum Sommer mit zeitweilig 800 Mann die Anlage. Danach nahm bis Januar 1946 französisches Militär hier Quartier. Zeitgleich wurde wieder ein Internat für Schüler des St. Wendeler Gymnasiums eingerichtet. Auch ein eigener Schulbetrieb wurde wieder aufgenommen.
Im April 1946 hob die französische Militärbehörde die Beschlagnahme auf und die Ordensgemeinschaft erhielt das Verfügungsrecht über die Anlage zurück. Umfangreiche Reparatur- und Ausbauarbeiten – die Kriegsjahre und die Besatzungszeit hatten Spuren hinterlassen – und ein neues Internatsgebäude in den 1960–70er Jahren vergrößerten die Anlage.
Ende der 1960er Jahre aber waren die Schülerzahlen für eine Missionarsausbildung so weit zurückgegangen, dass das Internat geschlossen wurde und die Schule als „Staatlich anerkannte Katholische Privatschule“ weitergeführt wurde. In dieser Zeit wurde wahrscheinlich der Ordensgründer zum Namensgeber „Arnold-Janssen-Gymnasium“.
Im September 1969 zogen 31 externe Schüler in die Räume des Missionshauses. Anfang der 1980er Jahre verdichteten sich Hinweise auf zahlreiche wiederholte Fälle sexuellen Missbrauchs an Knaben, im nachmittäglichen Schwimmunterricht, denen seitens der Schulleitung jedoch nicht weiter nachgegangen wurde. In der Folge sanken die Neueintrittszahlen. Um dem entgegenzusteuern, durften ab 1984 erstmals 35 Mädchen den Unterricht am Arnold-Janssen-Gymnasium besuchen, während für den Internatsbetrieb keine Neuzugänge mehr zur Verfügung standen. In der Folge betrug der Anteil der Schülerinnen die Hälfte der gesamten Schülerschaft. Die Zahl der neu aufgenommenen Schüler nahm in den folgenden Jahren zu, so dass mit jedem beginnenden Schuljahr vier bis fünf Eingangsklassen gebildet wurden (Allerdings gab es im Jahr 2005/2006 nur zwei Eingangsklassen).
Am 2. November 2015 wurde durch die Steyler Missionare bekanntgegeben, aufgrund der finanziellen Situation der Steyler Missionare ab dem folgenden Schuljahr keine Eingangsklassen mehr zu bilden, also den Schulbetrieb auslaufen zu lassen. Die Bemühungen, einen neuen, finanzkräftigeren Träger für das Gymnasium zu finden, waren gescheitert. Der Schulbetrieb endete im Jahr 2020. Die Schüler wurden auf die St. Wendeler Nachbargymnasien, das Cusanus und das Wendalinum, verteilt. Am 15. Juli 2023 fand ein abschließendes „Fest der Begegnung“ statt.

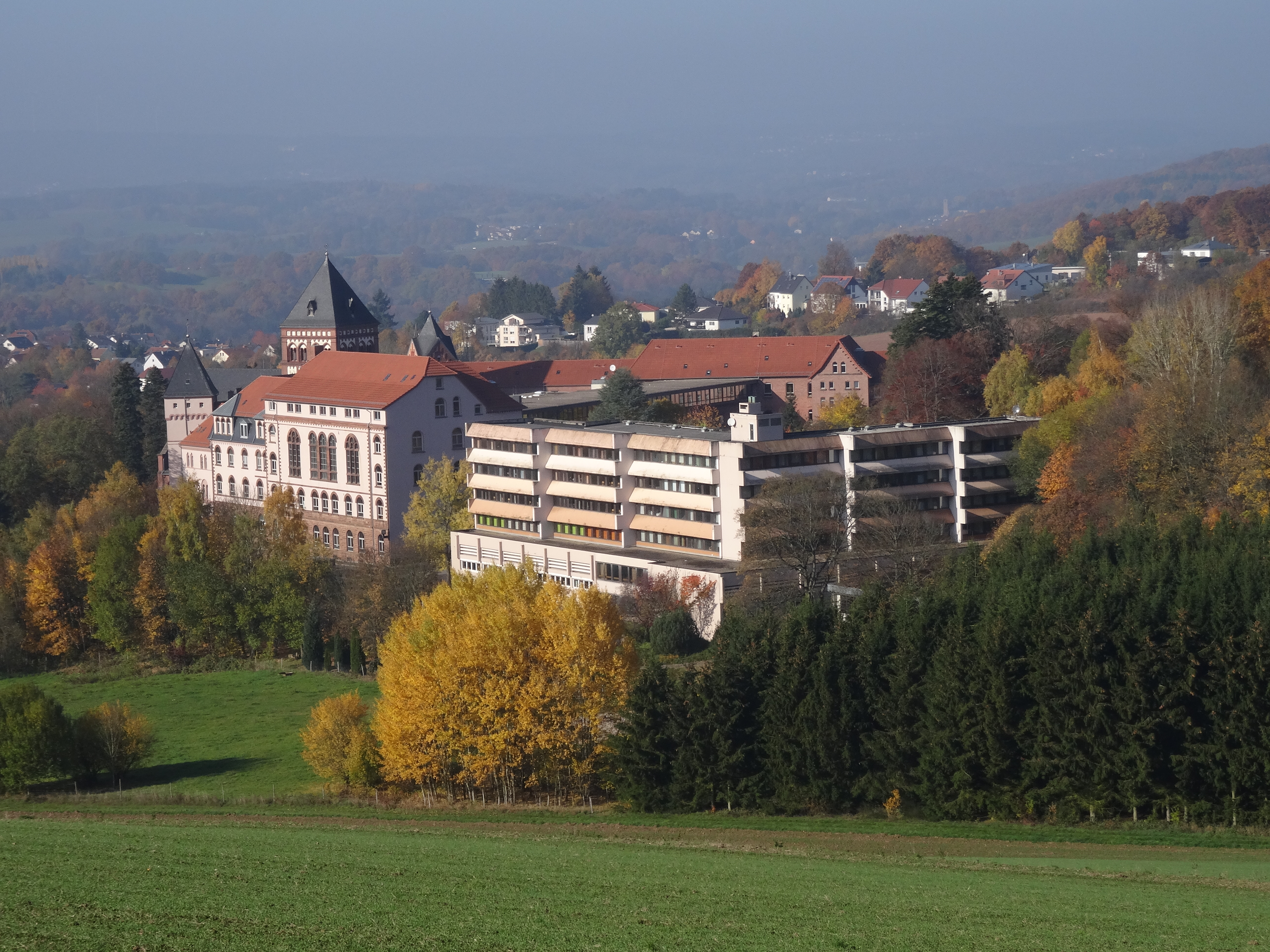
Gesamtkomplex "Missionshaus" mit Arnold-Janssen-Gymnasium und Internat
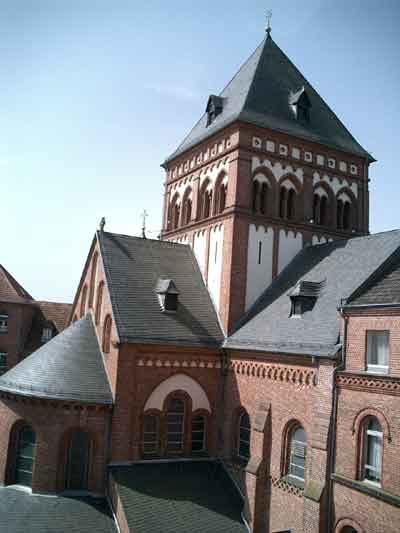
Missionshauskirche (2005)
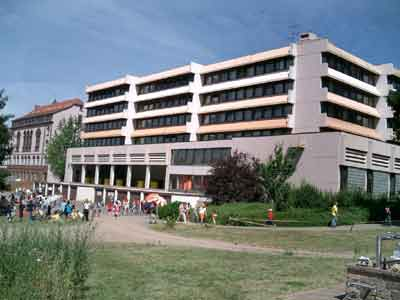
Internatsgebäude (2005)

## Ehemalige Schüler
Zu den bekannten ehemaligen Schülern gehören (geordnet nach Geburtsjahr):
- Karl Christian Weber (1886–1970), Priester, Steyler Missionar und Bischof
- Michael Schulien (1888–1968), Priester, Steyler Missionar, Ethnologe und Apostolischer Visitator für das Saarland in den Jahren 1948 bis 1956
- Hugolinus Dörr (1895–1940), Missionar und Opfer des Nationalsozialismus
- Augustin Olbert (1895–1964), Bischof
- Johannes Wiesen (1904–1972), Steyler Missionar und Prälat von Encarnación y Alto Paraná
- Karl Jakob Backes (1909–2000), Journalist
- Jakob Reuter (1911–2007), Priester, Steyler Missionar
- Heribert Abel (1916–1944), Priester, Steyler Missionar und Opfer der NS-Militärjustiz
- Hermann Josef Gräf (1924–2006), Theologe
- Franz Josef Juchem (1934–2023), Unternehmer in der Lebensmittelindustrie
- Johannes Kühn (1934–2023), Schriftsteller
- Heribert Bettscheider (1938–2007), Theologe
- Bernd Werle (* 1955), Theologe, ehemaliger Provinzial der Steyler Missionare[14]
- Simon Werle (* 1957), Schriftsteller und Übersetzer
- Bruno Steimer (* 1959), Kirchenhistoriker
- Udo Recktenwald (* 1962), Politiker (CDU) und Landrat des Landkreises St. Wendel
- Dominik Groß (* 1964), Mediziner, Zahnarzt, Technikethiker und Medizinhistoriker
- Jürgen Brill (* 1966), Comedian, Sänger, Musiker, Komponist und Autor
- Johannes Thome (* 1967), Professor für Psychiatrie und Psychotherapie
- Sarah Gillen (* 1983), Politikerin (CDU) und Abgeordnete des Saarländischen Landtags
- Nadine Schön (* 1983), Politikerin (CDU) und Bundestagsabgeordnete
- Christopher Salm (* 1994), Politiker (CDU) und Abgeordneter des Saarländischen Landtags